# 고류지
고류지(일본어: 広隆寺)는 교토시 우쿄 구 우즈마사에 있는 사찰로 종파는 진언종 계이다. 도래인 계의 종족인 하타씨의 사원이며, 헤이안경 천도 이전부터 존재 한 교토에서 가장 오래된 사원이다. 일본의 국보 미륵 보살 반가상을 소장하고 있으며, 쇼토쿠 태자 신앙의 사원이기도 하다.

## 역사

### 창건

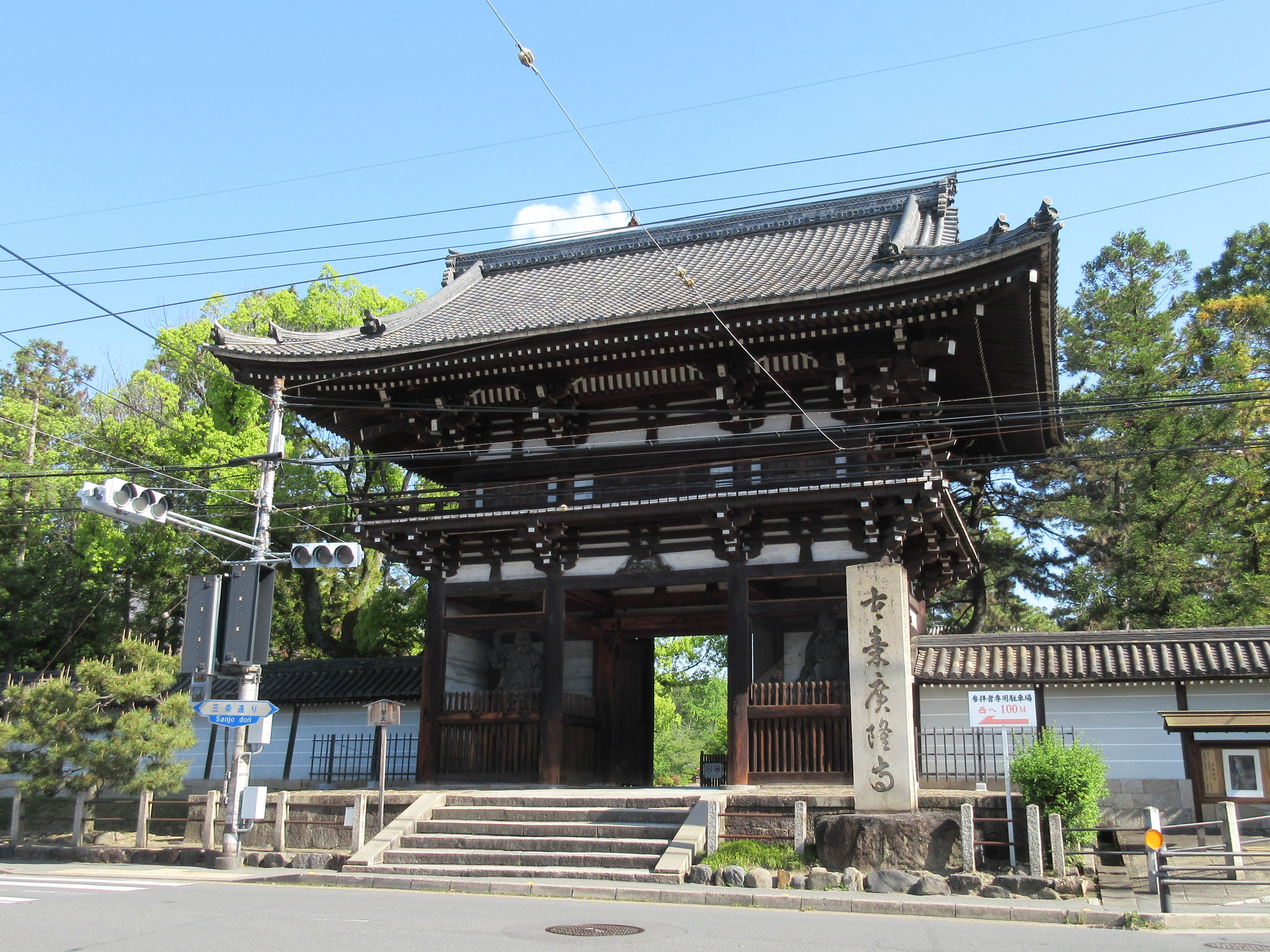
정문

고류지는 7 세기 전반에 지금의 교토시 기타 구 히라노 신사 부근에서 창건된 헤이안 천도 전후에 현재 위치로 이전했다는 설이 유력하다. 창건 당시에는 미륵보살을 본존으로하고 있었지만, 헤이안 천도 전후에서 약사 여래를 본존으로하는 사원이 약사 신앙과 함께 쇼토쿠 태자 신앙을 중심으로하는 사원이되었다. 현재 고류지 본당의 본존은 쇼토쿠 태자 상이다.
일본서기 등에 고류지 초창기에 관한 기술이 있어, 하타 씨의 사원인 것은 확실하지만, 818년 화재로 옛 기록을 잃은 적도 있어, 초기의 역사는 명확하지 않다. 하타씨는 도래인으로 양잠, 베 짜기, 주조, 치수 등의 기술을 가진 일족이었다.
일본서기에 의하면, 스이코 천황 11년 ( 603년 ) 쇼토쿠 태자가 "나에게 귀한 불상이 있는데, 누군가 이를 모실 사람은 있는가"라고 여러 신하에게 묻자 진하승이 불상을 넘겨 받아 호코지를 창건하였다. 한편, 838년에 만들어진 고류지연기와 890년 무렵 쓰여진 "고류지 부재교체 실록장'에는 모두 고류지가 스이코 천황 30년 ( 622년 ), 이 해에 사망 한 쇼토쿠 태자의 공양을 위해 건립되었다고 한다. 일본서기와 고류시연기는 창건 연도에 대해 20년 가까운 차이가 있다. 이것에 사원은 603년에 초창되어 622년에 이르러 완성했다고하는 설과 603년에 지어진 것은 호코지이고, 622년에 지어진 다른 사원이 후에 합병했다고하는 설이 있다.

## 가람

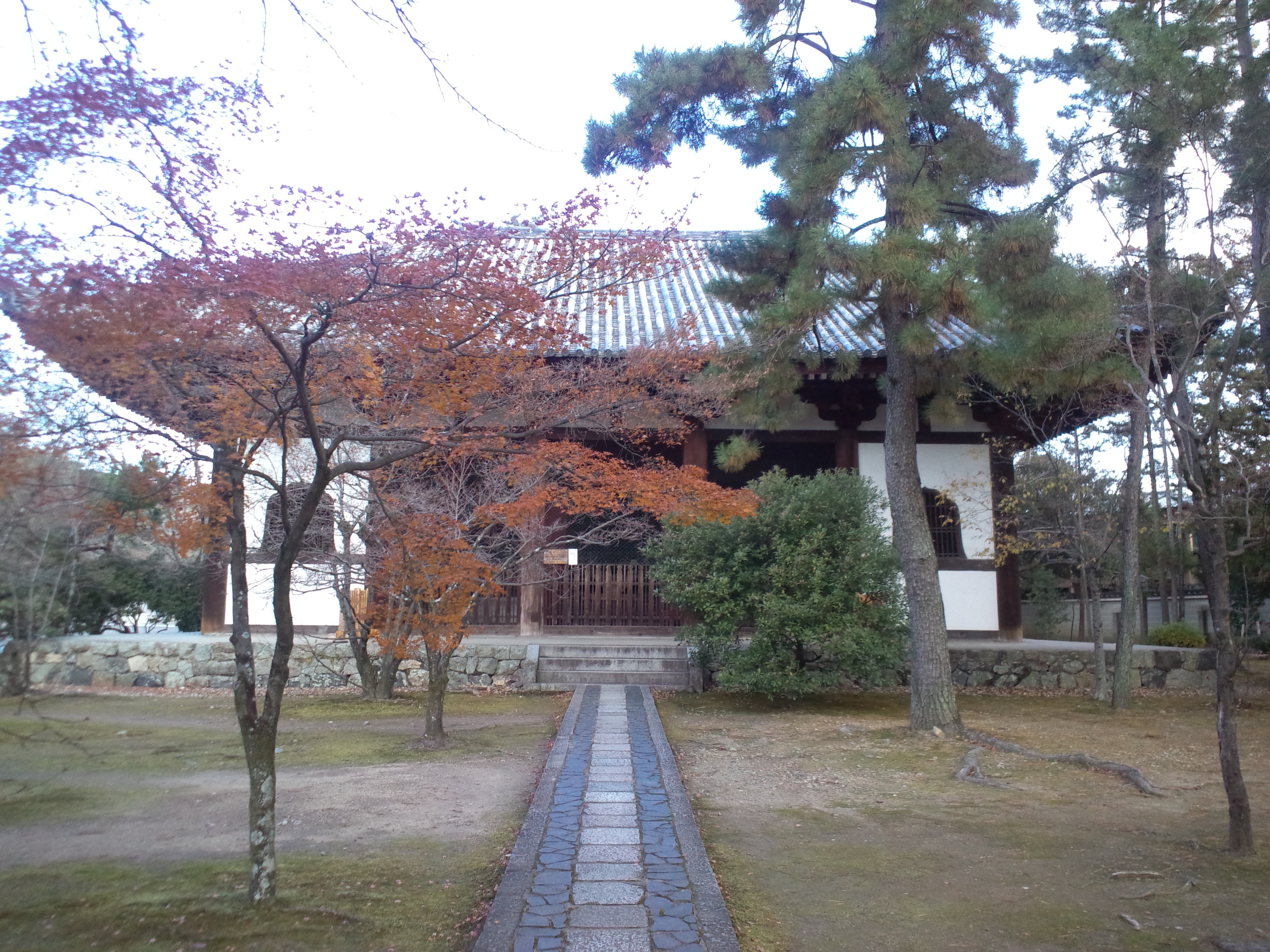
강당

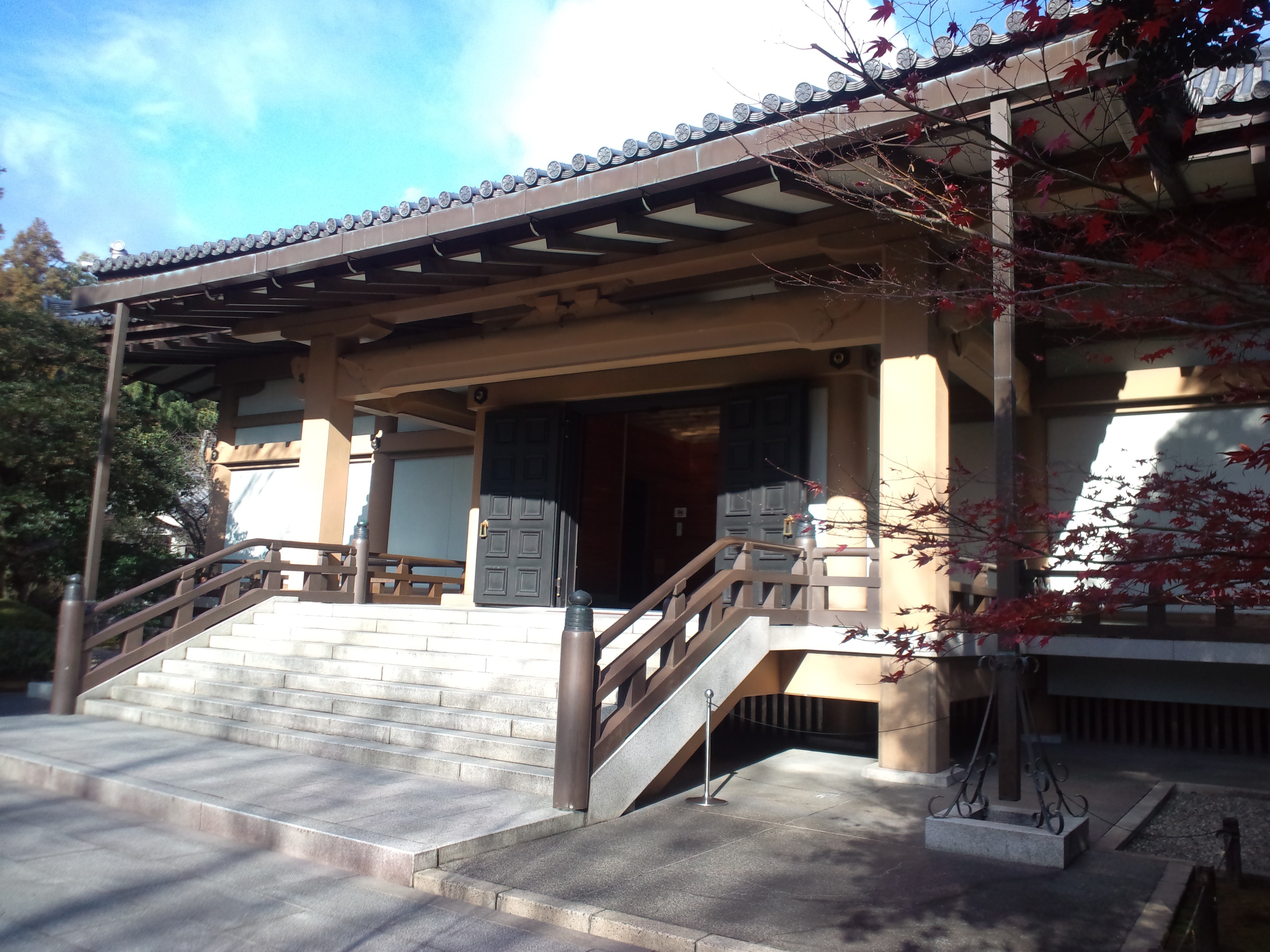
영보전

누문을 들어, 참도를 따라가면 오른쪽에 강당 (중요 문화재), 왼쪽에 약사당, 노가쿠당, 지장당 (헤이안 시대의 지장 보살 좌상을 안치) 등이 있다. 참배 길 정면에는 본당에는 쇼투쿠 태자상이 있고, 오른쪽에 진하승을 모시는 우즈마사 전, 왼쪽 (서쪽)에 서원, 북쪽에는 영보전과 구 영보전이있다. 이 외에도 서원의 서쪽, 후미진 곳에는 게이구인 본당(국보)이 있다.

## 목조 미륵 보살 반가상
고류지에 있는 2개의 미륵 보살 반가상 중 "제관 미륵 '으로 통칭되는 상으로 영보전 중앙에 안치되어있다.

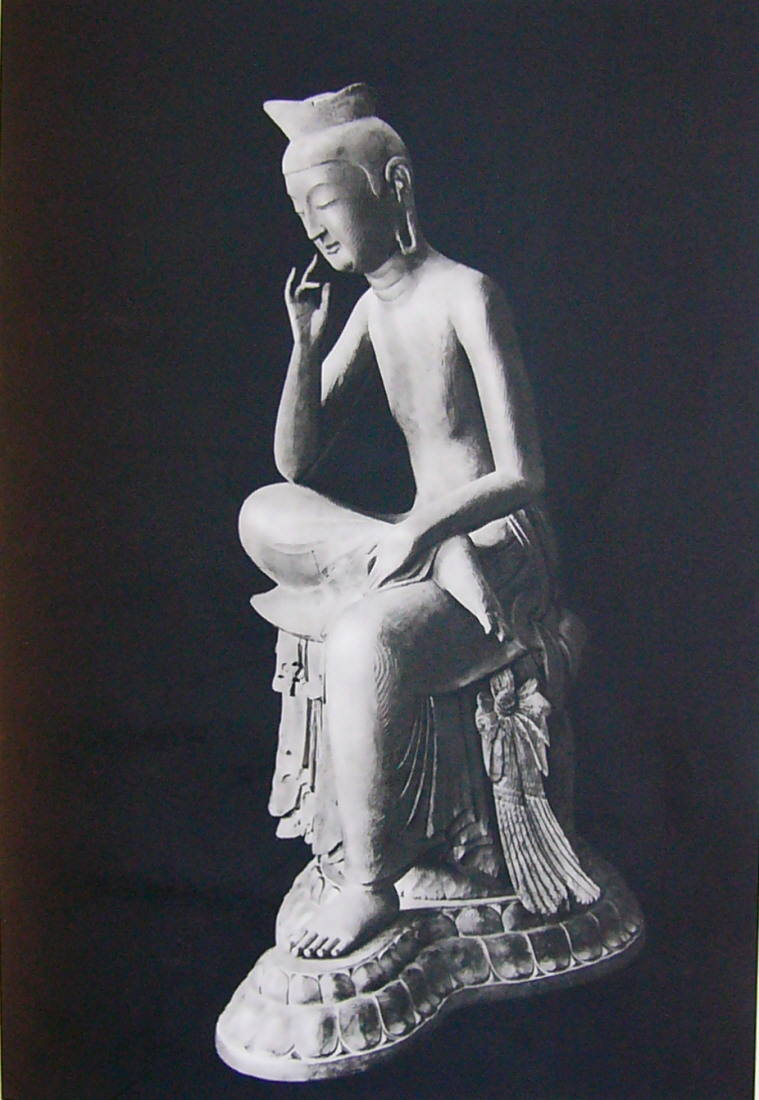
미륵 보살 반가상 (제관 미륵)